# Allan McNish

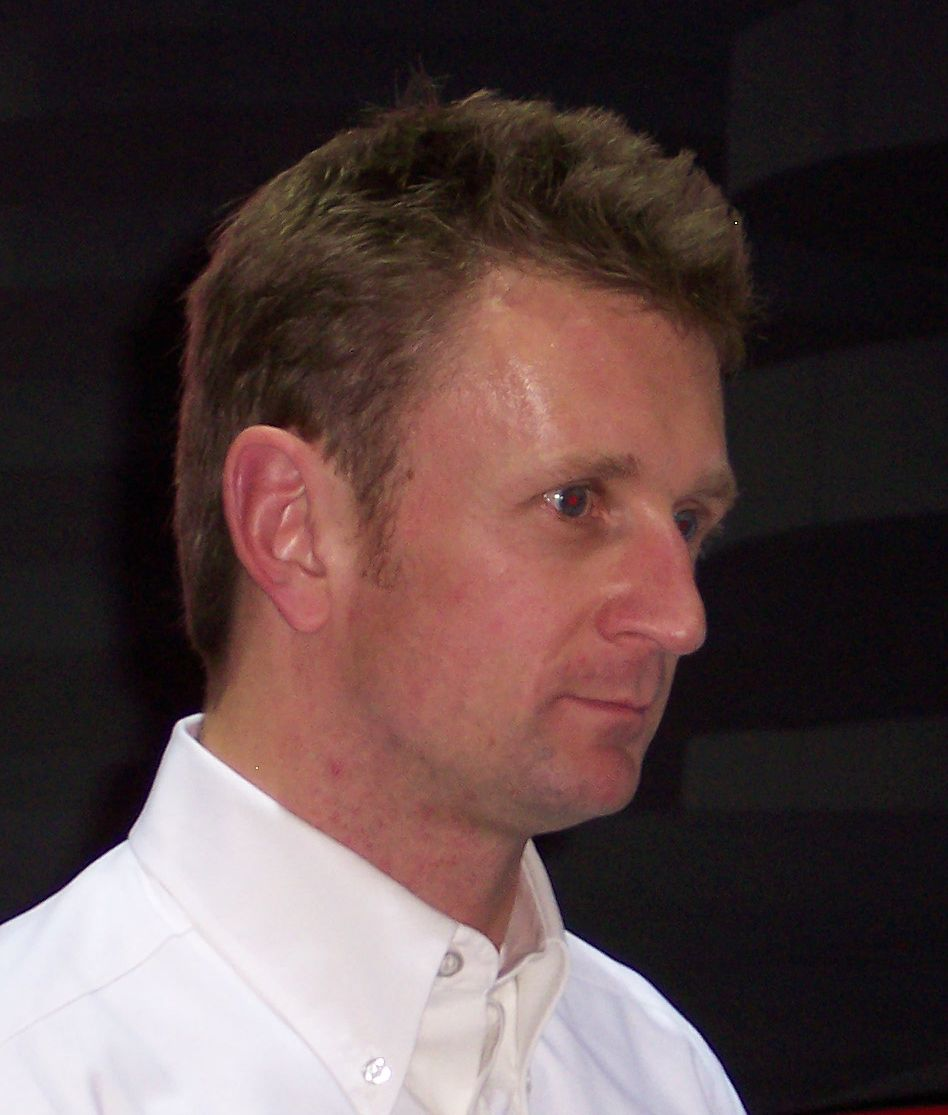
Allan McNish

Allan McNish (n. 29 decembrie 1969, Dumfries⁠(d), Scoția, Regatul Unit) este un fost pilot scoțian de Formula 1 care a evoluat în Campionatul Mondial în sezonul 2002.

## Cariera în Formula 1
| Sezon | Echipă                      | Număr puncte | Loc clasament general |
| ----- | --------------------------- | ------------ | --------------------- |
| 1990  | Honda Marlboro McLaren      | Pilot teste  | -                     |
| 1991  | Honda Marlboro McLaren      | Pilot teste  | -                     |
| 1993  | Camel Benetton Ford         | Pilot teste  | -                     |
| 1994  | Mild Seven Benetton Renault | Pilot teste  | -                     |
| 2002  | Panasonic Toyota Racing     | 0            | -                     |
| 2003  | Mild Seven Renault F1 Team  | Pilot teste  | -                     |